# Franz Pfaudler
Franz Pfaudler (* 29. Juni 1893 in Wien, Österreich-Ungarn; † 5. Mai 1956 in Wien) war ein österreichischer Schauspieler.

## Leben
Nach dem Gymnasium besuchte er die Akademie für Musik und darstellende Kunst in Wien. Sein erstes Engagement hatte er am Stadttheater in Landshut, dann in Darmstadt und Königsberg. Er gehörte von 1935 bis 1945 zum Ensemble des Deutschen Theaters in Berlin und spielte ab 1939 am Theater in der Josefstadt in Wien. Pfaudler hatte 1934/1935 in dem Film Glückspilze seine erste von elf Nebenrollen, weitere in Manege 1937 und Schrammeln 1944. Pfaudler stand 1944 in der Gottbegnadeten-Liste des Reichsministeriums für Volksaufklärung und Propaganda.
Auch sah man ihn nach dem Krieg in weiteren sieben Filmen. Seine Grabstätte befindet sich auf dem Ottakringer Friedhof (Gruppe 14, Reihe 2, Nummer 28).

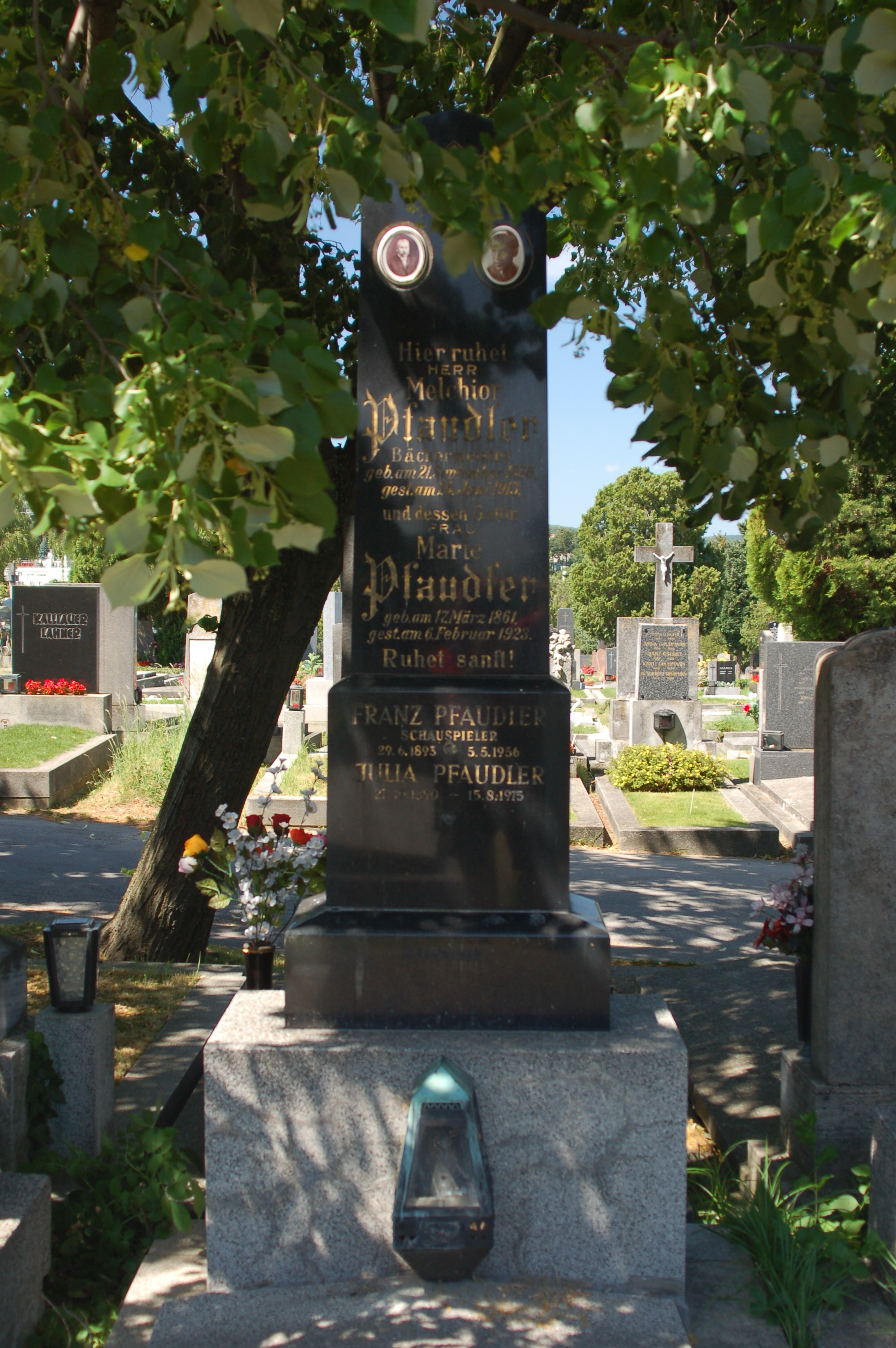
Grabmal von Franz Pfaudler auf dem Ottakringer Friedhof

## Filmografie
- 1935: Glückspilze
- 1935: Mein Leben für Maria Isabell
- 1936: Das Ochsenmenuett
- 1937: Manege
- 1937: Stimme des Blutes
- 1938: Was tun, Sybille?
- 1939: Ein hoffnungsloser Fall
- 1939: Eine kleine Nachtmusik
- 1939: Renate im Quartett
- 1939: Die unheimlichen Wünsche
- 1940: Der Postmeister
- 1941: Heimkehr
- 1942: Anuschka
- 1944: Schrammeln
- 1944: Melusine
- 1945: Shiva und die Galgenblume (unvollendet)
- 1945/47: Der Millionär
- 1948: Maresi
- 1948: Der Prozeß
- 1949: Eroica
- 1950: Erzherzog Johanns große Liebe
- 1953: Franz Schubert – Ein Leben in zwei Sätzen
- 1953: Pünktchen und Anton
- 1956: Die Geierwally